# Aqil ibn Abi Talib
ʿAqīl ibn Abī Tālib (in arabo عقيل بن أبي طالب‎?; La Mecca, 580 – Medina, 676) è stato il secondogenito dei quattro figli di Abū Ṭālib, lo zio paterno e tutore del profeta Maometto.
La kunya di ʿAqīl era Abū Yazīd.
Non si convertì all'Islam, come il fratello minore ʿAlī, e a lungo avversò anzi con decisione la religione islamica predicata dal cugino Maometto, di 20 anni di lui più anziano.
Non esitò a combattere contro di lui a Badr, dove fu preso prigioniero dai musulmani, ma successivamente fu riscattato grazie allo zio paterno - suo e di Maometto - al-ʿAbbās ibn ʿAbd al-Muṭṭalib.

Malgrado alcune fonti arabe parlino di una sua conversione, non c'è però accordo circa la data in cui ciò sarebbe avvenuto, se ad esempio in occasione del Accordo di Ḥudaybiyya, dopo la conquista di Mecca del 630 o in occasione della battaglia di Ḥunayn.
 
Di sicuro prese le armi persino contro suo fratello ʿAlī nella battaglia del Cammello e in quella di Ṣiffīn ma, quasi certamente, le cause del forte dissidio col fratello califfo erano di natura patrimoniale e non religiosa.
Divenne cieco in tarda età, e morì a 96 anni.
ʿAqīl ebbe secondo alcuni storici musulmani cinque figli - Muslim ibn ʿAqīl (considerato uno dei primi màrtiri dell'Islam), Muḥammad ibn ʿAqīl, Yazīd ibn ʿAqīl, ʿĪsā ibn ʿAqīl e al-Ḥasan ibn ʿAqīl - e una figlia, Ramla bint ʿAqīl. Tuttavia altre fonti parlano di un numero assai maggiore, tanto che addirittura 9 sarebbero morti combattendo col loro cugino al-Ḥusayn b. ʿAlī a Kerbelāʾ.